# Prolinognathus leptocephalus
Prolinognathus leptocephalus är en insektsart som först beskrevs av Ehrenberg 1828.  Prolinognathus leptocephalus ingår i släktet Prolinognathus och familjen nötlöss. Inga underarter finns listade i Catalogue of Life.